# Diana Munz
Diana Munz (n. 19 iunie 1982, Cleveland, Ohio, SUA) este o înotătoare ce a reprezentat Statele Unite ale Americii, medaliată olimpică. A participat la 2 ediții ale Jocurilor Olimpice (2000, 2004) în care a câștigat două medalii de aur, o medalie de argint și două medalii de bronz.